# Guillaume de Sabran
Pour les articles homonymes, voir Sabran, Guillaume Ier de Sabran, Guillaume de Sabran (évêque) et Guillaume de Forcalquier.
Guillaume de Sabran (mort avant 1251) est un noble provençal du XIIIe siècle, comte de Forcalquier.

## Biographie
Guillaume est le fils de Giraud Amic de Sabran, connétable de Toulouse, auteur de la branche de Sabran-Forcalquier et d'Alix, fille de Bertrand Ier de Forcalquier.
Le testament de son grand-père Bertrand de Forcalquier prévoyait un legs à l'ordre de Saint-Jean de Jérusalem de Manosque ; en cas de non-respect de son testament, Guillaume II de Forcalquier serait déshérité au profit des Sabran. Comme Guillaume II de Forcalquier respecta très peu les biens des Hospitaliers, Guillaume de Sabran s'appuya sur ces faits et cette clause testamentaire pour revendiquer le comté de Forcalquier, avant la mort de Guillaume II. Dès les années 1202-1204, il prend le titre de comte de Forcalquier.
En 1208, Guillaume de Sabran, s'empare d'un maximum de bien le plus rapidement possible. En conséquence, l'Empereur interdit aux vicomtes d'Avignon et aux Baux de soutenir Guillaume de Sabran. Il met le main sur le comté de Forcalquier. Il occupe les domaines de Pertuis appartenant à l'abbaye de Montmajour. Ce qui lui valut, en 1210, une double sanction pontificale. Innocent III, par l'intermédiaire de Gui de Fos, archevêque d'Aix et Bertrand de Durfort, évêque de Cavaillon jeta l'interdit sur son comté et l'excommunia,. L'année suivante, une deuxième excommunication lui parvint par l'intermédiaire de l'évêque d'Uzès et l'abbé de Cîteaux. Il était codestinataire avec d'autres seigneurs, en raison des péages excessifs prélevés sur les routes et les rivières.
Il continue néanmoins d'administrer le comté de Forcalquier et de se ménager des ralliements : ainsi, Sisteron est récompensée de son ralliement par l'octroi du consulat, de la commune et de l'autonomie en matière de justice civile. Mais en 1215, Raimond Bérenger V de Provence s'échappe de Catalogne, parvient en Provence et rallie les fidélités. Forcalquier, vraisemblablement, se rallie et permet à l'adversaire de Guillaume de Sabran de réoccuper son château. La ville est suivie des seigneurs de Saint-Maime, puis d'autres.
Enfin, la mère de Guillaume meurt. Il se résout à signer un accord à Meyrargues : le comté de Forcalquier lui revenait, de la Durance à Forcalquier non-incluse, le nord jusqu'au Buëch allant à Raimond Bérenger. Avignon et L'Isle restaient indivis. Quelques communautés du sud (Montjustin, Grambois et Beaumont) restèrent à Raimond Bérenger, contre Peyruis, Châteauneuf et Château-Arnoux, au nord, qui allèrent à Guillaume de Sabran.
Le 2 janvier 1240, il se remarie pour la troisième fois.
Guillaume de Sabran dut donc rétrocéder Pertuis, mais en 1240, profitant des tensions entre l'empereur Frédéric II et Raimond Bérenger IV de Provence et Raymond VII de Toulouse, il chassa les moines, s'empara du bac et de la ville. Une sentence arbitrale fut à nouveau rendue le 5 août 1242. Elle décidait que désormais Pertuis et son péage était indivis entre Guillaume, ses successeurs et l'abbaye de Montmajour sous condition d'hommage entre les mains de l'abbé. Le port vieil est mentionné le 21 août 1248 dans la charte d'affranchissement octroyée aux Pertuisiens par Guillaume « Veniens a Massalia et a civitate aquensis transiens per Caminum de Fornamira per Ecclesiam Sancte Candide ubi pedagium tenebatur ».
En 1246, à la mort de Guillaume de Sabran, le comté de Forcalquier n'existait plus. Son fils Guillaume de Pertuis et son petit-fils Bertrand des Baux de Pertuis conservèrent la seigneurie de Pertuis.

## Famille
Guillaume de Sabran a trois enfants, de trois femmes différentes.